# کارناک، ایلینوی
کارناک (به انگلیسی: Karnak) یک روستا در ایالات متحده آمریکا است که در ایلینوی واقع شده‌است. کارناک ۴٫۶۹ کیلومتر مربع مساحت و ۴۹۹ نفر جمعیت دارد.